# ETV+
ETV+ (эст. Eesti Televisioon Pluss, ETV+) — эстонский общественно-правовой телевизионный канал, вещающий с 28 сентября 2015 года.

## Описание
Направлен на русскоязычное население Эстонии. В отличие от ETV2, канал ETV+ вещает на русском языке полностью.
Бюджет канала на 2015 год — 2,53 млн евро. Главный редактор — Екатерина Таклая.
Согласно главному редактору ETV+, слово «плюс» можно разложить на три составляющие: «п — популярное», «лю — любимое» и «с — своё». Помимо собственного контента, на канале выходят фильмы и мультфильмы преимущественно российского производства.
До основания ETV+ русскоязычные передачи выходили на канале ETV2.
С 25 мая 2018 года Дарья Саар покидает пост главного редактора телеканала. Трудовые отношения между Саар и ERR были разорваны по обоюдному соглашению сторон. В ходе открытого конкурса, в котором участвовало 30 человек, правление Эстонского национального телерадиовещания выбрало главным редактором телеканала Екатерину Таклая, которая руководила порталом новостей rus.err.ee. Екатерина приступила к своей работе с 1 января 2019.
По состоянию на 2018 год телеканал не пользуется популярностью среди жителей Эстонии, занимая менее 1 % от возможной аудитории.
Передачи
Собственное производство:
- «Кто кого?» (с 3 января 2018)[4]
- Кофе+ (Ведущие: Елена Соломина, Андрей Титов)
- Зеркало (Ведущий: Виталий Вестеринен)
- Земля в иллюминаторе (Ведущий: Максим Милованов)
- Горизонт (Ведущие: Алина Привалова, Александр Жемжуров)
- Летний горизонт (Ведущий: Максим Милованов)
- Глобус Эстонии (Ведущий: Артур Тюленев)
- Народ поёт (Ведущие: Виталий Вестеринен, Алина Захарова)
- Инсайт
- Кто кого? (Ведущий: Андрей Титов)
- Орбина (Ведущая: Юлия Балий)

Покупные программы:
- Орёл и решка
- Мир наизнанку